# Dirksia cinctipes
Dirksia cinctipes is een spinnensoort uit de familie van de waterspinnen (Cybaeidae).
De wetenschappelijke naam van de soort werd in 1896 als Apostenus cinctipes gepubliceerd door Nathan Banks.